# Wida (empresa)
A Wida foi a primeira fábrica brasileira de brinquedos com exemplares conhecidos, sendo uma das mais antigas a funcionar no país e a mais antiga do estado do Rio de Janeiro. Localizava-se no município fluminense de Nilópolis.

## História
A data precisa de sua fundação é incerta, havendo fontes que indicam o ano de 1932 como o ano de sua fundação pelo imigrante alemão Willy Voigt, enquanto outras documentam brinquedos já produzidos pela empresa em 1929. Contava com noventa funcionários à época de sua fundação e, em seus primeiros anos, localizava-se à Rua Emma de Abreu, 20. Manteve-se nesse endereço até, pelo menos, o ano de 1938, e posteriormente transferiu-se para a Rua Professora Laíde de Souza Belém, 158.
Entre os brinquedos produzidos pela empresa estão pequenos caminhões, ônibus, garagens de automóveis, fogões e baldes de praia. Todos esses eram fabricados em metal.

### Tombamento
Em 21 de julho de 2016, a prefeitura do município de Nilópolis, sob gestão do prefeito Alessandro Calazans, tombou como bem cultural o edifício onde anteriormente se encontrava a fábrica de brinquedos Wida, à rua Professora Laíde de Souza Belém.